# Красный пояс (Россия)
«Кра́сный по́яс» — группа российских регионов с устойчивой поддержкой КПРФ и других левых партий на местных и федеральных выборах. Термин начал широко употребляться с середины 1990-х годов после победы в ряде регионов оппозиционных кандидатов-коммунистов. К «красному поясу» относились преимущественно аграрные области Центральной и Южной России, национальные республики Северного Кавказа, а также ряд регионов юга Сибири и Дальнего Востока.

Результаты выборов в Государственную думу 1999 года

## Причины формирования
Термин появился после парламентских выборов в декабре 1993 года, области центральной России, где наибольший процент голосов набрали коммунисты.
В 1999 году к регионам «красного пояса», по мнению политолога Ростислава Туровского, относились Смоленская, Брянская, Калужская, Орловская, Курская, Белгородская, Рязанская, Липецкая, Тамбовская, Воронежская, Пензенская, Ульяновская, Саратовская, Волгоградская и Астраханская области. В этих областях высока доля сельского населения с соответствующей ментальностью, избирателям присущ повышенный консерватизм. Однако экономическое развитие регионов различается, и они не входят в число наиболее депрессивных. Туровский отмечает высокую поддержку КПРФ в регионах Северного Кавказа (за исключением Ингушетии). В краях и областях Северного Кавказа с преимущественно русским населением эта поддержка, по его мнению, объясняется теми же причинами, что и в остальных регионах «красного пояса». В национальных республиках (Карачаево-Черкесия, Дагестан и Северная Осетия) поддержка обусловлена ностальгией по советским временам, когда в этих бедных районах сохранялась этнополитическая и социально-экономическая стабильность. На Урале и к востоку от него Туровский отмечает сильные прокоммунистические настроения в таких регионах как Оренбургская, Курганская, Омская, Новосибирская, Читинская области и Алтайский край, а также в аграрных и по большей части русских по национальному составу (Республика Алтай, Усть-Ордынский Бурятский АО и Еврейская АО).
По мнению политолога Александра Кынева:

фактически так называемый красный пояс 1990-х был не чем иным, как остаточной поддержкой прежней коммунистической власти. Как только новая власть «устоялась» и вернулась к привычной (а-ля советская) риторике и поведению, она стала наследовать электоральную базу власти предшествующей.

## Регионы

### Смоленская область
Одним из регионов «красного пояса» называется Смоленская область. В 1991 году на президентских выборах получил высокую поддержку Николай Рыжков, при этом Ельцин получил незначительный процент. На президентских выборах 1996 года кандидат от КПРФ Геннадий Зюганов получил 56,3 % голосов, Ельцин — 38,2 %. В 1993 году при поддержке КПРФ губернаторские выборы выиграл директор завода холодильников Анатолий Глушенков. В мае 1998 года КПРФ также поддерживала победившего на выборах Александра Прохорова.
На парламентских выборах 1999 года КПРФ получила 31,5 % голосов, заняв первое место. Второе место заняло «Единство» с 26,7 %, избирательные блоки СПС, «Отечество — Вся Россия» «Блок Жириновского» получили около 6,5 % голосов, «Яблоко» — менее 4 %.
Представитель КПРФ Анатолий Лукьянов трижды побеждал в области на выборах в Государственную думу по одномандатному округу, впервые он стал депутатом в 1993 году, получив 40,7 % по сравнению с 17,1 % у ближайшего соперника. Причем, отмечает «Независимая газета», в 1995 и 1999 годах ему противостояли сильные соперники с большими финансовыми ресурсами. Несмотря на отставание по количеству рекламных материалов, Лукьянов победил в обоих случаях, его малозатратную предвыборную агитацию проводили добровольцы, посещавшие квартиры избирателей (по принципу «от двери к двери»).

### Брянская область
В Брянской области на президентских выборах 1996 года Геннадий Зюганов получил более 60 % голосов. Член КПРФ Юрий Лодкин в 1996 году был избран главой администрации области. Ранее, в 1993 году Лодкин был отстранён от поста Борисом Ельциным за неподчинение указу № 1400. В 2000 году Лодкин был вновь избран губернатором.
Как отмечали представители партии «Яблоко», по состоянию на 1999 год большинство глав районных администраций и местных органов законодательной власти Брянской области входили в избирательное объединение «Патриотическая Брянщина», возглавляемое областным комитетом КПРФ. Председателем координационного комитета «Патриотической Брянщины» являлся первый секретарь обкома КПРФ Александр Шульга, который также был первым заместителем председателя Брянской областной Думы. Председателем областной Думы также являлся член КПРФ Степан Понасов.

### Республика Северная Осетия — Алания
Высокой была поддержка КПРФ в Северной Осетии. На выборах в Госдуму в 1995 году КПРФ получила в республике наилучший по стране результат — 51,7 %. На выборах в Госдуму в 1999 году КПРФ получила 42 %, опередив «Единство» и ОВР, у которых было по 18 %. На президентских выборах 1996 года Геннадий Зюганов получил 62,1 % (наивысший результат после Дагестана, где он набрал 62,1 %). Борис Ельцин сильно отстал от Зюганова с 32 %. Несмотря на усилия властей, во втором туре Зюганов вновь обогнал Ельцина: 52,8 % у Зюганова и 40 % у Ельцина. Однако уже на выборах 2000 года Зюганов набрал 28 % против 64,7 % у Владимира Путина.

## Ослабление «красного пояса» в 2000-е годы
С 2000 года в ряде регионов «красного пояса» позиции КПРФ начали слабеть. Начиная с 2002 года в преддверии предвыборной парламентской кампании КПРФ стала подвергаться критике на центральных телеканалах: её руководство было обвинено в связях с одиозным предпринимателем Борисом Березовским и чеченскими боевиками, во включении в избирательные списки обеспеченных граждан (т. н. «красных олигархов»).
В июле 2003 года участники совещания партии «Единая Россия» в Брянске объявили о намерении «переломить критическую ситуацию» в регионах «красного пояса». Представители КПРФ в этих регионах были обвинены в «уничтожении собственного народа» и «нарушении прав граждан». Ранее подобное совещание прошло в Рязани с участием региональных отделений «Единой России» из Брянской, Волгоградской, Ивановской, Камчатской, Кировской, Рязанской, Тульской областей и Ставропольского края. Собравшиеся выступили с критикой руководства регионов «красного пояса», обвинив его в использовании административного ресурса и блокировании работы оппозиции (к которой себя отнесли участники совещания). Так, представитель из Брянской области заявил, что в большинство областных СМИ находится под контролем КПРФ. Участники совещания обратились к руководству «Единой России» с просьбой взять под контроль эти регионы. Губернатор Рязанской области Вячеслав Любимов отказался от комментариев по поводу обвинений в его адрес, губернатор Ивановской области Владимир Тихонов заявил, что местное отделение «Единой России» «абсолютно беспомощное, но ни о каком зажиме [их деятельности] речь не идет». Комментируя совещание, заместитель председателя ЦК КПРФ Иван Мельников выразил сомнение в том, что можно ущемить «Единую Россию», обладающую административным ресурсом, и отверг обвинения в адрес губернаторов.
5 декабря 2004 года губернатор Брянской области Юрий Лодкин за несколько часов до начала голосования был отстранён от участия в выборах по обвинению в нарушениях законодательства. Лодкин, считавшийся одним из фаворитов кампании, связал отстранение со своим членством в КПРФ и назвал кандидатуру представителя «Единой России» Николая Денина самой худшей из всех. После его отстранения около 20 % избирателей в первом туре проголосовали против всех кандидатов.

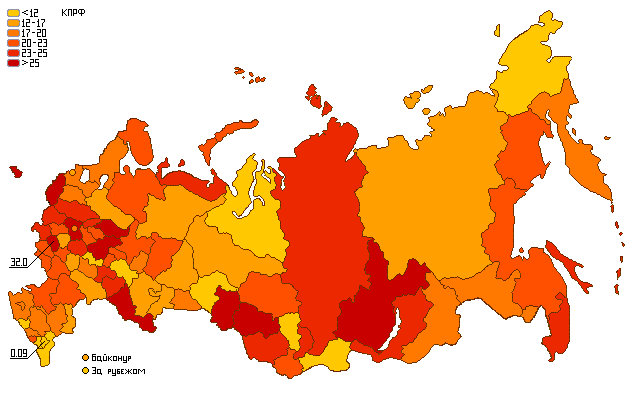
Результаты КПРФ на выборах 2011 года.

В январе 2008 года Бюро Владимирского обкома КПРФ рекомендовало губернатору Виноградову приостановить членство в КПРФ. Такая процедура не предусмотрена Уставом КПРФ, в соответствии с которым членство в партии может приостанавливаться исключительно по заявлению самого члена партии и если он находится на посту, который исключает партийность (служба в правоохранительных органах и суде). Тем не менее, многими СМИ, политологами и политаналитиками данное сообщение было воспринято как временное приостановление членства в КПРФ губернатора Владимирской области Николая Виноградова. Он ранее неоднократно говорил, что собирается «оставаться коммунистом до конца». Как пояснил секретарь ЦК КПРФ по оргработе Валерий Рашкин, решение связано с неблагоприятной ситуацией в области для коммуниста Виноградова, при этом сам губернатор не имеет конфликтов с парторганизацией. Проблема была связана с тем, что вопреки решению съезда КПРФ, который выдвинул на пост Президента РФ Геннадия Зюганова, Николай Виноградов намеревался агитировать за Дмитрия Медведева, что и имело место в ходе предвыборной кампании.
Как считают журналисты газеты «Коммерсантъ-Власть» Дмитрий Камышев и Андрей Колесников, после президентских выборов 2008 года можно говорить о формировании нового «красного пояса». Однако, по мнению журнала, критерии включения в него регионов изменились: если в 1996 году к ним относились регионы, где Геннадий Зюганов победил Бориса Ельцина в первом туре президентских выборов, то в 2008 году к ним следует отнести те, в которых Зюганов получил более 20 % голосов. При этом, считает Камышев, несмотря на снижение числа таких регионов с 43 до 37, их состав качественно поменялся: «среди 14 субъектов, „покрасневших“ к концу второго путинского срока, оказались такие крупные и экономически развитые регионы, как Красноярский край, Нижегородская, Самарская и Челябинская области».

## Возрождение термина

Партии, занявшие вторые места на выборах 2016 года: красный — КПРФ, оранжевый — «Справедливая Россия», синий — ЛДПР.

Кандидаты, занявшие вторые места на президентских выборах 2024 года: красный — Харитонов (КПРФ), бирюзовый — Даванков («Новые люди»), синий — Слуцкий (ЛДПР).

Вновь о «красном поясе» заговорили после парламентских выборов 2011 года. К нему причислили половину регионов, в которых коммунистическая партия преодолела 20-процентный барьер.
В январе 2016 года в ходе подготовки в выборам в государственную думу 2016 года, термин «красный пояс» был упомянут в аналитическом докладе «Новый красный пояс России: региональные аспекты электорального потенциала системной оппозиции в зависимости от предпочтений избирателей и уровней административного воздействия», который КПРФ использовала при разработке стратегии и тактики предвыборной кампании. Документ упоминает 25 регионов, где партия имеет высокий потенциал, а «электорат менее подвержен манипуляциям со стороны действующей власти, население более критично относится к власти и в целом больше интересуется политикой». В первую десятку вошли Иркутская, Челябинская, Свердловская, Новосибирская области, Москва и Санкт-Петербург, а также Ярославская, Кировская, Омская области и Хабаровский край.
По итогам выборов 2021 года КПРФ стала второй по значимости политической силой на Дальнем Востоке, оттеснив ЛДПР (если на выборах в Госдуму 2016 года они получали 7-18 % в зависимости от региона, то теперь набрали от 12 до 35 %; в большинстве регионов округа — более 20 %). Причинами считались электоральная специфика региона, протестная повестка коммунистов, поведение ЛДПР по отношению к попавшему под уголовное преследование губернатору Хабаровского края Сергея Фургала.